# Emil Filla
Emil Filla (Chropyně, 1882. április 4. – Prága, 1953. október 7.) cseh festő, grafikus és szobrász, a cseh kubizmus egyik legjelentősebb képviselője.

## Pályafutása
Franz Thiele és Vlaho Bukovac tanítványa volt a Prágai Képzőművészeti Akadémián. Tanulmányutakat tett Hollandiába, Németországba, Franciaországba és Olaszországba, hogy tanulmányozza a régi mestereket. 
Antonín Procházkával, Otakar Kubinnal és még öt ifjú festővel megalakította 1907-ben a Nyolcak (Osma) csoportot, amely művészeti irányzatával a francia vadak és a német Die Brücke között helyezkedett el.
Fillára hatott Edvard Munch és El Greco festészete is. 1909-ben csatlakozott a Mánes szecessziós művészegylethez Prágában, amely Josef Mánes festőről kapta nevét. 1911-ben kilépett a körből és 14 fiatal avantgárd művésztársával megalapította a Skupina csoportot, amely a cseh kubizmus képviselője volt 1914-ig. 
Filla figyelemmel kísérte a francia és német művészeti irányzatokat. Barátainak és saját magának is vásárolt Picasso és Braque reprodukciókat. 1914-ben személyesen is találkozott Párizsban a két művésszel. Ebben az időszakban szobrokat is készített, kettő Prágában látható a Nemzeti Galériában, Otto Gutfreund szobrász alkotásai mellett.
Feleségével, Hana Krejcovával Amszterdamba költözött a világháború kitörésekor, és ott csatlakozott a Habsburgok elleni, Mafia nevű mozgalomhoz. Kapcsolatban állt a holland absztrakt művészekkel, Theo van Doesburg felkérte, hogy működjön közre a De Stjil kiadvány szerkesztésében. 
1920-ban visszatértek Prágába, és Filla szinte minden országos kiállításon részt vett. A fasizmusra reagálva sztyeppei állatstílust hozott létre, amelyhez egy szkíta relief adta számára az ihletet. Különböző technikákkal ábrázolta az ember és az állat, illetve az állatok egymás közötti küzdelmét.
1937. augusztus 29-én antifasiszta gyűlésen mondott beszéde miatt letartóztatták és a dachaui, majd a buchenwaldi koncentrációs táborba vitték. 1945 májusában térhetett csak vissza Prágába. A Mánes csoport első háború utáni kiállításán Filla műveit mutatta be. Filla az Iparművészeti iskolában tanított, tanítványa volt többek között Helga Hošková-Weissová. 1947-ben monumentális művet festett, Buchenwald felszabadítása címmel. Élete utolsó éveiben tájképeket festett.